# Azelainsyra
Azelainsyra är en organisk förening med formeln HOOC(CH2)7COOH. Denna mättade dikarboxylsyra finns som ett vitt pulver. Syran är en kolatom längre homolog till korksyra.
Azelainsyra finns i flera sädesslag och är en insatsvara till olika industriprodukter såsom polymerer och mjukgörare, samt är en komponent i ett antal hår- och hudbalsam. AzA hämmar tyrosinas. Den används i beredningar mot akne och rosacea på grund av sin antimikrobiella effekt samt att den påverkar follikulär hyperkeratos. 

## Produktion
Azelainsyra produceras industriellt genom ozonolys av oljesyra. Sidoprodukten är nonansyra. Det produceras naturligt av Malassezia furfur (även känd som Pityrosporum ovale), en jäst som lever på normal hud. Den bakteriella nedbrytningen av nonansyra ger azelainsyra.

## Biologisk funktion
I växter fungerar azelainsyra som en "nödsignal" som är involverad i försvarssvar efter infektion. Den fungerar som en signal som inducerar ansamling av salicylsyra, en viktig komponent i en växts defensiva svar.

## Produktprogram

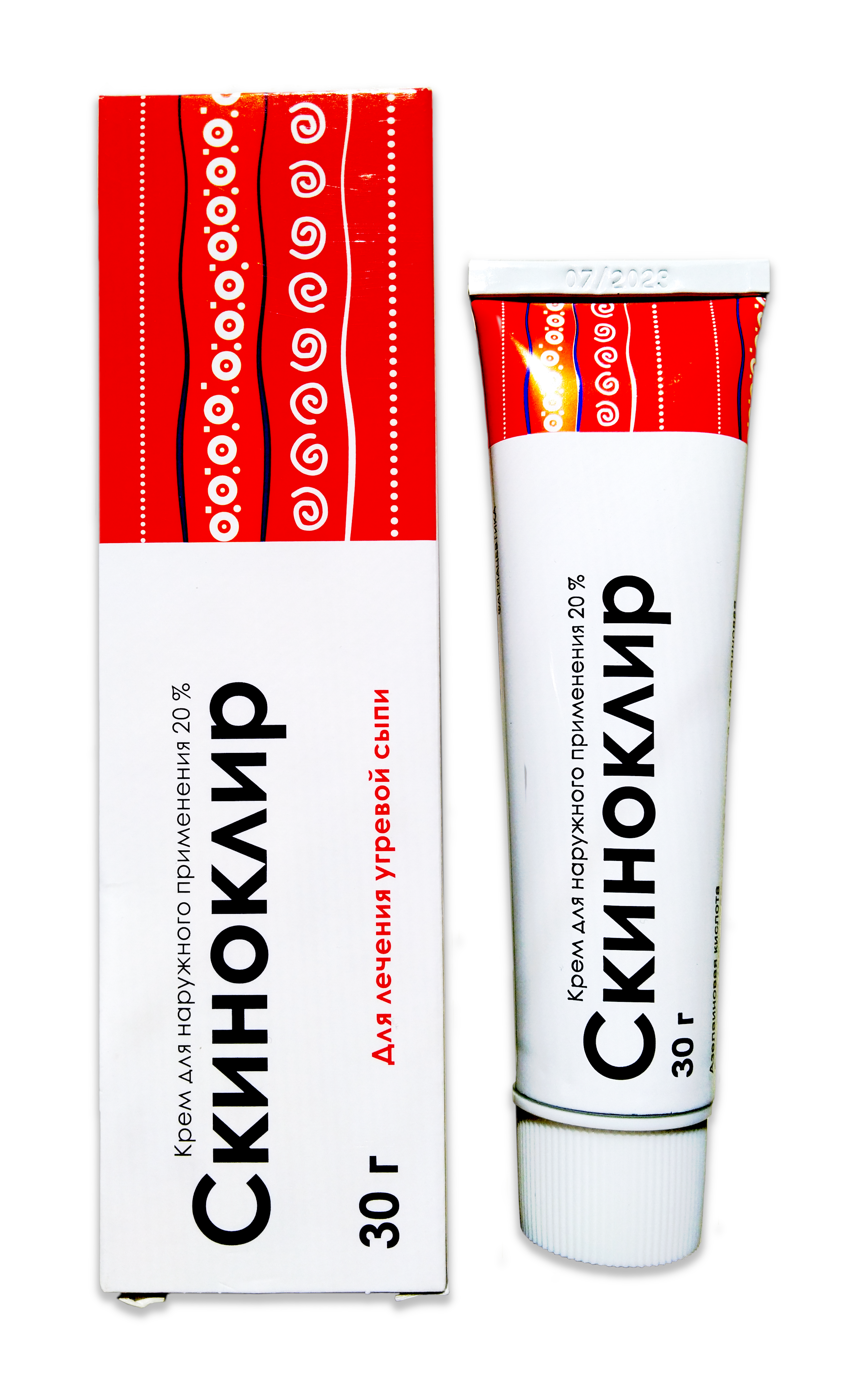
Azelainsyrakräm i rysk version.

### Polymerer och relaterad material
Estrar av denna dikarboxylsyra har tillämpning i smörjning och mjukgörare. I smörjmedelsindustrin används den som förtjockningsmedel i litiumkomplexfett. Med hexametylendiamin bildar azelainsyra nylon-6,9, som finner specialiserade användningsområden som plast.

### Medicin
Azelainsyra används för att behandla mild till måttlig akne, både komedonal akne och inflammatorisk akne. Den tillhör en klass av läkemedel som kallas dikarboxylsyror och fungerar genom att döda aknebakterier som infekterar hudens porer. Den minskar också produktionen av keratin, vilket är ett naturligt ämne som främjar tillväxten av aknebakterier. Azelainsyra används också som en aktuell gelbehandling för rosacea, på grund av dess förmåga att minska inflammation. Den rensar knölar och svullnad orsakad av rosacea. Verkningsmekanismen tros verka genom hämning av hyperaktiv proteasaktivitet som omvandlar katelicidin till den antimikrobiella hudpeptid LL-37.
I topikala farmaceutiska preparat och vetenskaplig forskning används AzA vanligtvis i koncentrationer mellan 15 och 20 procent men viss forskning visar att i vissa vehikelformuleringar har de farmaceutiska effekterna av 10-procentig azelainsyra potential att vara helt jämförbara med den för vissa 20-procentkrämer.

### Blekmedel
Azelainsyra har använts för behandling av hudpigmentering, såsom melasma och postinflammatorisk hyperpigmentering, särskilt hos dem med mörkare hudtyper. Den har rekommenderats som ett alternativ till hydrokinon. Som en tyrosinashämmare, minskar azelainsyra syntesen av melanin. Enligt en rapport 1988 befanns azelainsyra i kombination med zinksulfat in vitro vara en potent (90 procent hämning) 5α-reduktashämmare, liknande håravfallsläkemedlen finasterid och dutasterid. In vitro-forskning under mitten av 1980-talet som utvärderade azelainsyrans depigmenteringsförmåga (blekning) drog slutsatsen att den är effektiv (cytotoxisk för melanocyter) endast vid höga koncentrationer.